# Traulia rosea
Traulia rosea är en insektsart som beskrevs av Willemse, C. 1921. Traulia rosea ingår i släktet Traulia och familjen gräshoppor. Inga underarter finns listade i Catalogue of Life.